# Crossing Time
Crossing Time (踏切時間?, Fumikiri jikan) è un manga scritto e disegnato da Yoshimi Sato, serializzato sulla rivista Monthly Action di Futabasha dal 25 maggio 2016. Un adattamento anime, prodotto da Ekachi Epilka, è stato trasmesso in Giappone tra il 9 aprile e il 25 giugno 2018.

## Personaggi
Ai (アイ?)
Doppiata da: Sayaka Senbongi
Tomo (トモ?)
Doppiata da: Yui Ogura
Majima (真島?)
Doppiata da: Yuri Komagata
Tanishi (田西?)
Doppiato da: Kazuki Matsunaga
Misaki Komaba (駒場 みさき?, Komaba Misaki)
Doppiata da: Suzuna Kinoshita
Takashi Komaba (駒場 たかし?, Komaba Takashi)
Doppiato da: Mitsuhiro Ichiki
Utako (詩子?)
Doppiata da: Yu Ayase
Kurobe (黒部?)
Doppiata da: Mariko Honda

## Media

### Manga
Il manga, scritto e disegnato da Yoshimi Sato, ha iniziato la serializzazione sulla rivista Monthly Action di Futabasha il 25 maggio 2016. Il primo volume tankōbon è stato pubblicato il 12 dicembre 2016 e al 12 giugno 2018 ne sono stati messi in vendita in tutto quattro.

#### Volumi
| Nº | Data di prima pubblicazione | Data di prima pubblicazione | Data di prima pubblicazione |
| Nº | Giapponese                  | Giapponese                  |                             |
| -- | --------------------------- | --------------------------- | --------------------------- |
| 1  | 12 dicembre 2016            | ISBN 978-4-575-84896-0      |                             |
| 2  | 12 maggio 2017              | ISBN 978-4-575-84972-1      |                             |
| 3  | 12 marzo 2018               | ISBN 978-4-575-85123-6      |                             |
| 4  | 12 giugno 2018              | ISBN 978-4-575-85168-7      |                             |

### Anime
Annunciato il 25 gennaio 2018 su Monthly Action, un adattamento anime, prodotto da Ekachi Epilka e diretto da Yoshio Suzuki, è andato in onda dal 9 aprile al 25 giugno 2018. La sigla d'apertura è Tomare no susume (トマレのススメ?) di Yuri Komagata.

#### Episodi
| Nº | Titolo italiano Giapponese 「Kanji」 - Rōmaji                                              | In onda        | In onda |
| Nº | Titolo italiano Giapponese 「Kanji」 - Rōmaji                                              | Giapponese     |         |
| 1  | La loro gioventù 「二人の青春」 - Futari no seishun                                        | 9 aprile 2018  |         |
| 2  | Majima è gnocca 「真島さんはエロい」 - Majima-san wa eroi                                  | 16 aprile 2018 |         |
| 3  | Insieme al professore 「先生といっしょ」 - Sensei to issho                                 | 23 aprile 2018 |         |
| 4  | Fratelli e social network 「SNS兄妹」 - SNS kyōdai                                         | 30 aprile 2018 |         |
| 5  | Sofferenze gotiche 「ゴス受難」 - Gosu junan                                               | 7 maggio 2018  |         |
| 6  | Io e il signor hassaku 「私とはっさくおじさん」 - Watashi to hassaku ojisan                | 14 maggio 2018 |         |
| 7  | La poetessa del passaggio a livello 「踏切のポエト」 - Fumikiri no poeto                   | 21 maggio 2018 |         |
| 8  | Fratelli e social network 2 「SNS兄妹②」 - SNS kyōdai 2                                    | 28 maggio 2018 |         |
| 9  | Con tutto il cuore del treno - Prima parte 「都電こころ状 前編」 - Toden kokoro-jō zenpen  | 4 giugno 2018  |         |
| 10 | Con tutto il cuore del treno - Seconda parte 「都電こころ状 後編」 - Toden kokoro-jō kōhen | 11 giugno 2018 |         |
| 11 | Majima è gnocca 2 「真島さんはエロい②」 - Majima-san wa eroi 2                             | 18 giugno 2018 |         |
| 12 | La loro gioventù 2 「二人の青春②」 - Futari no seishun 2                                   | 25 giugno 2018 |         |